# Sonatine pour piano no 1 de Wiéner
Pour les articles homonymes, voir Sonatine (homonymie).
La Sonatine no 1 pour piano, ou Sonatine syncopée, est une œuvre de Jean Wiéner publiée en 1923 par les éditions Max Eschig.

## Composition
Jean Wiéner compose sa première sonatine pour piano sous le titre Sonatine syncopée, publiée en 1923 par les éditions Max Eschig.

## Présentation
L'œuvre est en trois mouvements :
1. Lourd. Seulement du rythme ( = 92) en mode de la mixolydien, avec de nombreux changements de mesures (
, 
, 
, etc.) — dédié à Simone Wiéner ;
2. Blues. Très calme, très tendre, très piano, très en mesure, la même formule (douce) de sonorité ( = 138) en mi majeur, à 
 — dédié à Nelly, épouse de Robert de Rothschild;
3. Brillant. Vif, élégant, très en mesure ( = 138-144) en fa dièse majeur, à 
 avec quelques changements de mesures, la fin en Mouvement de polka à 
 ( = 96) et coda a tempo ( = 140) — dédié à André Gédalge.

## Analyse
La Sonatine no 1 de Wiéner, comme l'ensemble de son œuvre pour piano, n'est pas abordée dans le Guide de la musique de piano et de clavecin sous la direction de François-René Tranchefort, en 1987.
Guy Sacre considère que la partition, « hommage enthousiaste au jazz, est peut-être sonatine par la taille et le contenu, mais c'est une œuvre techniquement difficile, réclamant de la puissance, de l'énergie rythmique — et de grandes mains ! » La conclusion du premier mouvement « se veut tout-à-fait mécanique, jusqu'au martelage des dernières mesures, un énorme coup de vent ».
Le deuxième mouvement est un Blues « comme dans la Sonate pour violon et piano de Ravel, entreprise à la même époque », tandis que la fin du dernier mouvement, « hilare, prend le mouvement sautillant et rebondi d'une polka ».